# Роберто де Сімоне
Робе́рто де Сімоне́ (італ. Roberto de Simone; 25 серпня 1933, Неаполь — 6 квітня 2025, Неаполь) — італійський актор і композитор.

## Біографічні відомості
Після закінчення Консерваторії Сан-П’єтро-а-Маєлла почав інтенсивну концертну діяльність, виступаючи як клавесинист в Оркестрі Доменіко Скарлатті. У той же час він почав бути активним дослідником етномузики та есеїстом, головним чином зосередженим на народній музиці південної Італії в усній традиції, зокрема зі спеціальним інтересом до тарантизму та похоронних плачів.
У другій половині 1960-х років познайомився з кількома музикантами, які поділяли з ним інтерес до традиційної музики, і ця зустріч призвела до заснування Nuova Compagnia di Canto Popolare, з якою Де Сімоне співпрацював протягом десяти років.
У 1976 році дебютував як драматург (також виступав як лібретист, композитор і режисер) зі сценічним мюзиклом La Gatta Cenerentola, який вперше був поставлений на Festival dei Due Mondi в Сполето і згодом мав національний і міжнародний успіх. Інші його відомі сценічні роботи включно з Mistero Napoletano, L'Opera buffa del Giovedì Santo та Stabat Mater.
Він був художнім керівником Театру Сан-Карло в Неаполі та директором Неаполітанської консерваторії. Також написав музику до кількох кінофільмів.

## Фільмографія
- 1955 : Suonno d'ammore
- 1959 : I Ladri: American Agent
- 1965 : La Ragazzola
- 1965 : Una Questione d'onore: The bandit
- 1966 : Полювання на лиса / (Caccia alla volpe) — Марчелло
- 1967 : Don Giovanni in Sicilia
- 1968 : Riusciranno i nostri eroi a ritrovare l'amico misteriosamente scomparso in Africa? : Father Cerioni
- 1968 : La Bande à César (The Biggest Bundle of Them All): Uncle Carlo
- 1982 : Tele Terror (The Seduction): Photographer
- 1982 : Quartier de femmes (The Concrete Jungle): Parelli's Assistant
- 2002 : Respiro